# 奥伊瓦·洛米
奥伊瓦·洛米（芬蘭語：Oiva Lommi，1922年6月30日—2000年7月23日），芬兰男子赛艇运动员。他曾代表芬兰参加1948年和1952年夏季奥林匹克运动会赛艇比赛，其中1952年奥运会获得一枚铜牌。